# Dusona brullei
Dusona brullei là một loài tò vò trong họ Ichneumonidae.